# Служба общественного здравоохранения США
Служба общественного здравоохранения США (англ. United States Public Health Service, USPHS) — часть Министерства здравоохранения и социальных служб США, управляющая 8 из 11 отделений министерства. Управляется заместителем министра здравоохранения США (англ. United States Assistant Secretary for Health), должность которого с марта 2021 года занимает Рейчел Левин. В состав службы также входит Офицерский корпус службы общественного здравоохранения США.

## Структура
В состав Службы общественного здравоохранения США входят следующих 8 отделений:
- Национальные институты здравоохранения США (NIH)
- Центры по контролю и профилактике заболеваний США (CDC)
- Индейская медицинская служба[англ.] (IHS)
- Управление по санитарному надзору за качеством пищевых продуктов и медикаментов (FDA)
- Агентство по токсическим веществам и реестру заболеваний[англ.] (ATSDR)
- Управление ресурсов и служб здравоохранения[англ.] (HRSA)
- Агентство исследований и оценки качества медицинского обслуживания[англ.] (AHRQ)
- Управление по лечению зависимостей и психическому здоровью[англ.] (SAMHSA)

Не входят в её состав остальные 3 отделения Министерства здравоохранения:
- Центры предоставления услуг по программам Medicare и Medicaid[англ.] (CMS)
- Управление по вопросам детей и семьи[англ.] (ACF)
- Управление общественной жизни[англ.] (ACL)

## История
Служба общественного здравоохранения произошла из Морской больничной службы, созданной в 1870 году путём преобразования слабо связанной сети госпиталей в централизованную службу с офисом в Вашингтоне. Постепенно сфера ответственности службы сместилась от лечения моряков к общественному здравоохранению, и в 1912 году служба была переименована в Службу общественного здравоохранения.
С 1968 года службой вместо Главного военного хирурга руководит заместитель министра здравоохранения США, специально созданная для этого должность.
К 1973 году служба приобрела структуру, близкую к нынешней, основные изменения после этого — в 1982 году, когда Управление ресурсов здравоохранения и Управление служб здравоохранения были объединены в Управление ресурсов и служб здравоохранения, а в 1992 году из Управления по исследованию и лечению алкогольных и наркотических зависимостей и психическому здоровью были выведены исследовательские функции в Национальные институты здравоохранения, а оставшаяся часть стала Управлением по лечению зависимостей и психическому здоровью.

## Местоположение
- 1891—1929: Батлер-билдинг[англ.],
- 1929—1933: временное здание на Национальной аллее,
- 1933—1942: Здание Службы общественного здравоохранения[англ.],
- 1977—н. в.: Хьюберг-Эйч-Хамфри-билдинг[англ.].

## Скандалы
С 1932 по 1972 год под руководством службы выполнялось печально известное исследование сифилиса в Таскиги, производимое на бедных афроамериканцах из города Таскиги, Алабама: экспериментаторы не предоставляли участникам исследования пенициллин, появившийся к середине исследования и ставший стандартным способом лечения сифилиса, и следили, чтобы участники исследования не получили доступ к лечению сифилиса в других больницах.